# بينوتس
بينوتس (بالإنجليزية: Peanuts)‏ هي قصة فكاهية مصورة متسلسلة أمريكية مرخصة من نقابة الطباعة تصدر يوميًا ويوم الأحد رسمها ووضحها الفنان تشارلز إم تشولز والتي بدأ نشرها منذ 2 من أكتوبر 1950م وحتى 13 من فبراير 2000م، واستمرت عملية إعادة نشرها بعد ذلك. وهذه القصص المصورة تعد الأكثر شعبية وتأثيرًا في تاريخ القصص الفكاهية المصورة، وهناك 17897 قصة مصورة نُشرت جملةً في قصة واحدة [1] مما جعلها«أطول قصة حكاها بشر بطريقة مثيرة للجدل»، وفقًا روبرت تومسون (Robert Thompson) بجامعة سيراكيوز (Syracuse University). وفي قمة أوجها، تم نشر البينوتس فيما يزيد على 2600 صحيفة، بمعدل قراءة يبلغ 355 مليون في 75 دولة، وتمت ترجمتها إلى 21 لغة. حيث ساعدت في ترسيخ صيغة القصة الفكاهية المصورة رباعية الألواح (four-panel gag strip) باعتبارها الصيغة النموذجية في الولايات المتحدة، ومن خلال توزيعها التجاري ربح تشولز ما يزيد على مليار دولار. كما أن عمليات إعادة طبع هذه القصص لا تزال مصرحًا بها وتُنشر في غالبية الصحف اليومية بالولايات المتحدة.
وحققت بينونتس نجاحًا كبيرًا من خلال عرضها في برامج خاصة تعرض قصصا مصورة على التلفزيون، كما أن العديد منها، بما في ذلك برنامج A Charlie Brown Christmas وبرنامج It's the Great Pumpkin, Charlie Brown، فاز أو تم ترشيحه لجائزة إيمي، ولا تزال تلك البرامج الخاصة التي تذاع في العطلة الرسمية محبوبة ويتم بثها حاليا على قناة هيئة الإذاعة الأمريكية (ABC) في الولايات المتحدة في المناسبات المتوافقة معها. ولاقى امتياز البينونتس استحسانًا عند عرضها في المسرح من خلال You're a Good Man, Charlie Brown ذات طابع الموسيقى المسرحية فهي إنتاج ناجح غالبًا ما يتم تأديته.
وقد وُصفت البينونتس بأنها "نموذج مثالي على نجاح القصة الأمريكية في مجال القصة الفكاهية المصورة؛ وهذه مجرد مزحة، ففي ضوء فكرتها يمكن القول بأنها "أفشل قصة أمريكية". فالشخصية الرئيسة بها، تشارلي براون، مُهادِن وعصبي وينقصه الثقة في النفس. فهو يعجز عن ضرب الكرة ورفعها، والفوز في لعبة البِيسْبُول أو ركل كرة القدم.